# Torre de la Ramona
La Torre de la Ramona és una obra de Vila-seca (Tarragonès) declarada Bé Cultural d'Interès Nacional.

## Descripció
Aquesta torre pertany més aviat al segon recinte emmurallat, juntament amb la que hi ha a l'avinguda de la Mare de Déu de la Pineda, 9 -no té un nom propi-, no coincideix amb les altres onze torres que defensaven clarament el clos de la vila. Ja que està situada extramurs, ficada dins de la casa de l'avinguda de la Mare de Déu de la Pineda, 40. Ha patit moltes transformacions sobretot pel que fa a l'interior. La part superior sobresurt respecte de la casa que l'acull, es feta de paredat, presenta carreus de pedra als angles i té coberta de teula a una sola vessant.

## Història
La població de Vila-seca es defensava mitjançant un seguit de torres -dotze concretament, algunes de les quals s'han conservat fins als nostres dies- que formaven un doble clos emmurallat. Aquestes torres tenen en comú la planta quadrangular, la distribució interior dels pisos, el tipus de material constructiu emprat i la forma de construcció. En origen podrien haver tingut merlets, però no s'observa cap senyal de l'existència de matacans. El gruix dels murs està al voltant dels 75 cm.